# Sojus TMA-13M
Sojus TMA-13M ist eine Missionsbezeichnung für den Flug des russischen Raumschiffs Sojus zur Internationalen Raumstation (ISS). Im Rahmen des ISS-Programms trägt der Flug die Bezeichnung ISS AF-39S. Es war der 39. Besuch eines Sojus-Raumschiffs an der ISS und der 145. Flug im Sojusprogramm.

## Besatzung

### Hauptbesatzung
- Maxim Wiktorowitsch Surajew (2. Raumflug), Kommandant, (Russland/Roskosmos)
- Gregory Reid Wiseman (1. Raumflug), Bordingenieur, (USA/NASA)
- Alexander Gerst (1. Raumflug), Bordingenieur, (Deutschland/ESA)

### Ersatzmannschaft
- Anton Nikolajewitsch Schkaplerow (2. Raumflug), Kommandant, (Russland/Roskosmos)
- Terry Wayne Virts (2. Raumflug), Bordingenieur, (USA/NASA)
- Samantha Cristoforetti (1. Raumflug), Bordingenieurin, (Italien/ESA)

## Missionsbeschreibung
Die Mission brachte drei Besatzungsmitglieder der ISS-Expeditionen 40 und 41 zur Internationalen Raumstation.
Sojus TMA-13M koppelte planmäßig im „Express-Modus“, d. h. nach vier Erdumläufen an der ISS an.
Am 10. November um 0:31 Uhr UTC koppelte Sojus TMA-13M mit Surajew, Wiseman und Gerst an Bord ab. Damit begann auf der ISS die Expedition 42 mit Barry Wilmore als Kommandant. Der 4 Minuten und 41 Sekunden andauernde Deorbit Burn wurde um 3:09 UTC abgeschlossen. Die Landung erfolgte punktgenau um 3:58 UTC 94 Kilometer nordöstlich von Arkalyk in der Kasachensteppe Kasachstans. Die Landekapsel wurde 2015 von Anderas Schütz im Namen des DLR erworben und soll später einen Standort im Deutschen Museum in München erhalten.

## Galerie

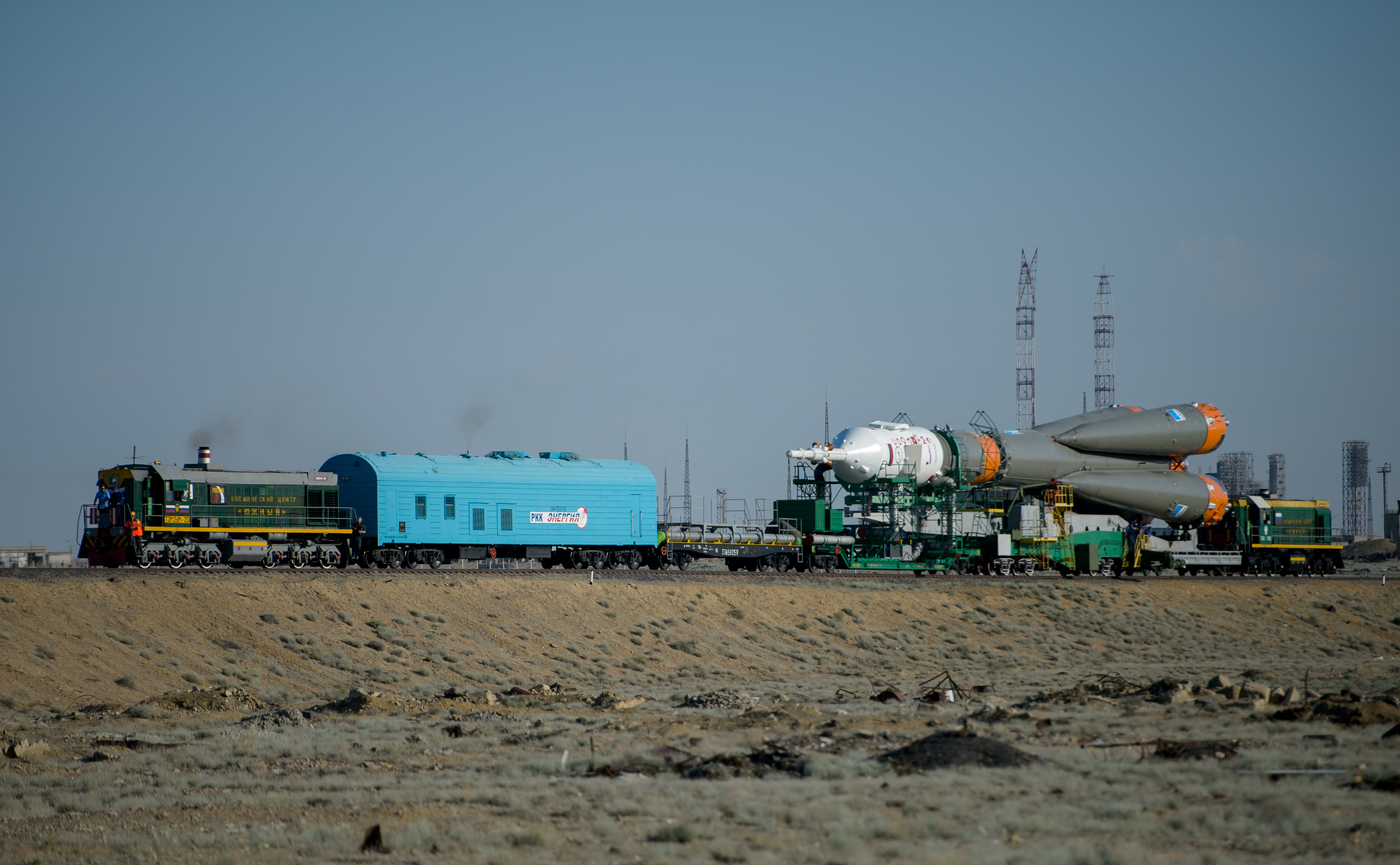
Der Rollout der Rakete am 26. Mai 2014
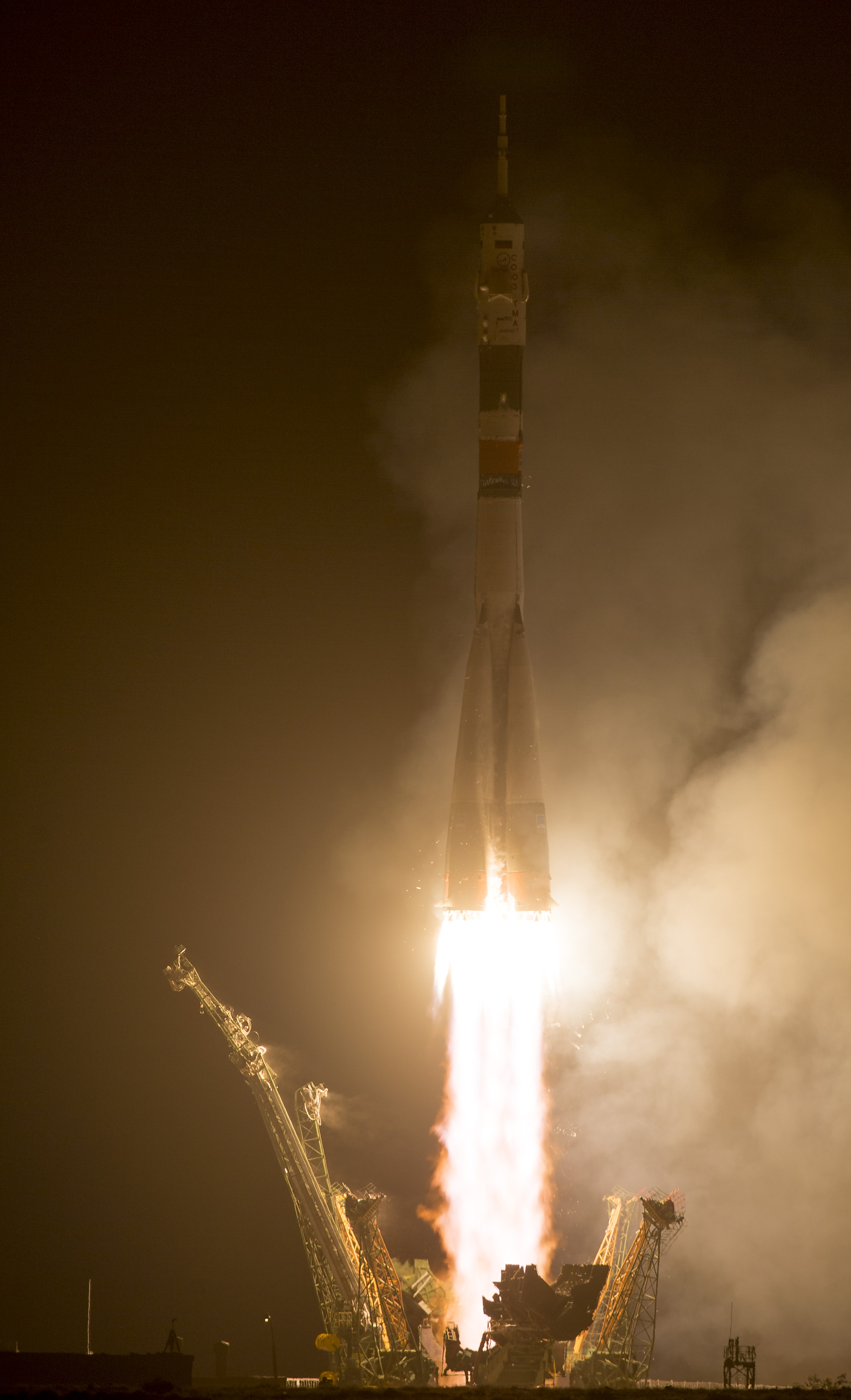
Der Start am 29. Mai
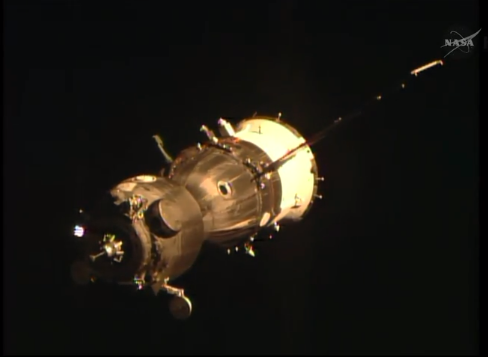
Das Raumschiff kurz vor dem Docken am 29. Mai
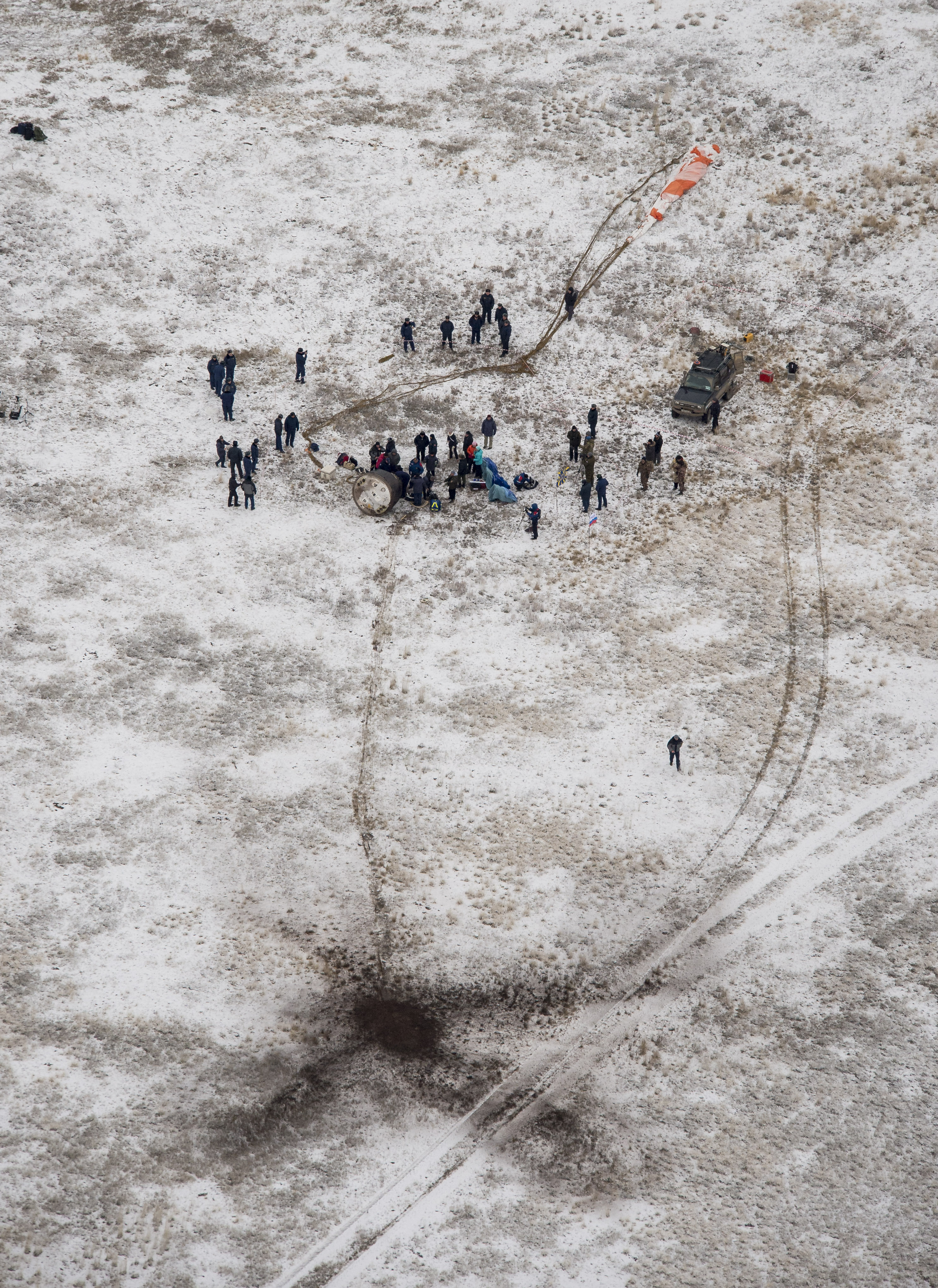
Der Landepunkt der Kapsel am 10. November
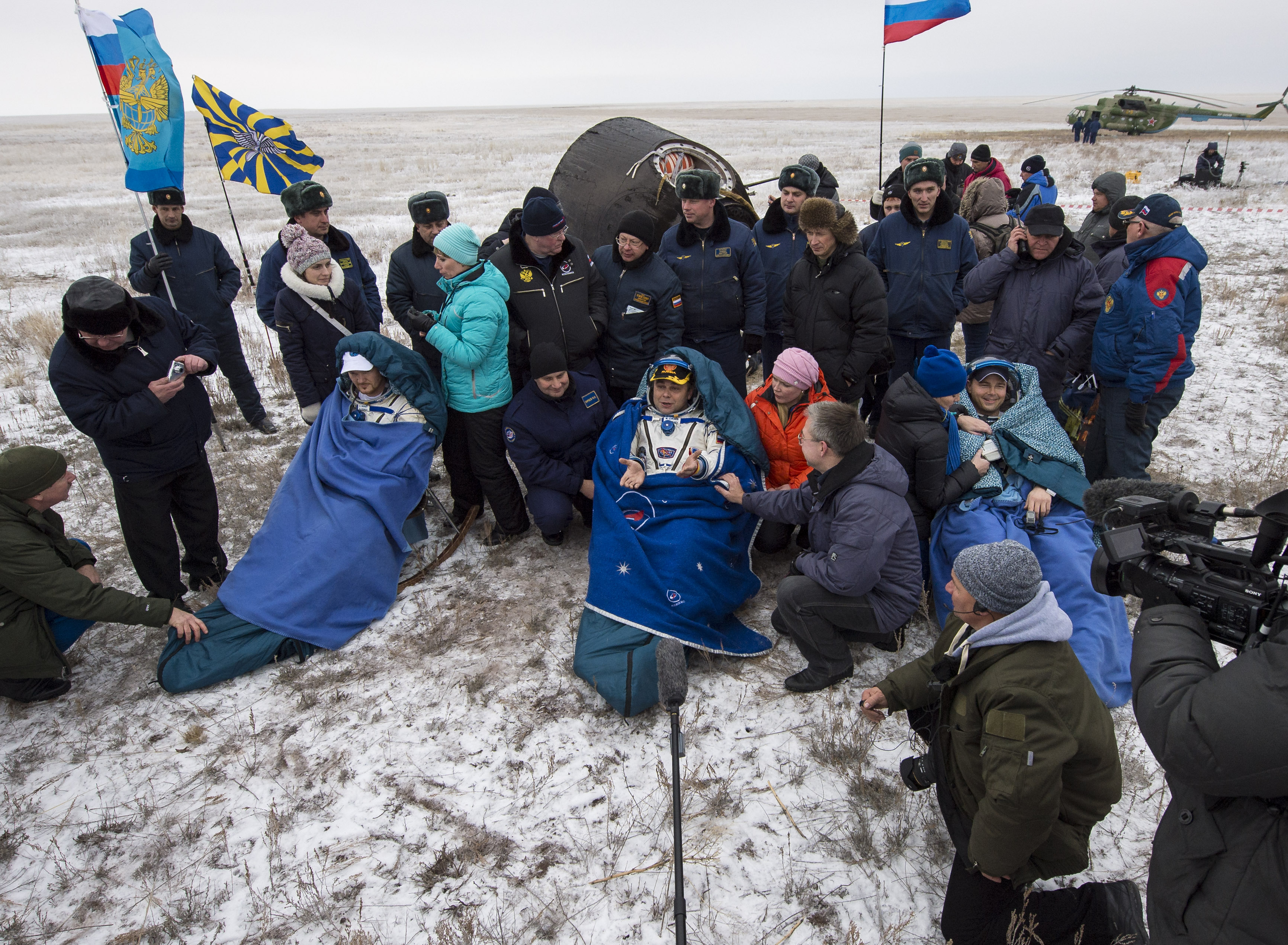
Die Crew nach der Landung mit den Helfern